# Seznam ameriških športnikov
Seznam ameriških športnikov je krovni seznam.

## Seznami
- seznam ameriških alpinistov
- seznam ameriških alpskih smučarjev
- seznam ameriških atletov
- seznam ameriških badmintonistov
- seznam ameriških bodibilderjev
- seznam ameriških boksarjev
- seznam ameriških deskarjev na snegu
- seznam ameriških dirkačev
- seznam ameriških golfistov
- seznam ameriških hokejistov na ledu
- seznam ameriških hokejistov na travi
- seznam ameriških hokejistov
- seznam ameriških igralcev ameriškega nogometa
- seznam ameriških bejzbolistov
- seznam ameriških ragbistov
- seznam ameriških jamarjev
- seznam ameriških judoistov
- seznam ameriških kajakašev
- seznam ameriških kanuistov
- seznam ameriških karateistov
- seznam ameriških kolesarjev
- seznam ameriških košarkarjev
- seznam ameriških lokostrelcev
- seznam ameriških namiznih tenisačev
- seznam ameriških nogometašev
- seznam ameriških nordijskih smučarjev
- seznam ameriških odbojkarjev
- seznam ameriških padalcev
- seznam ameriških plavalcev
- seznam ameriških plezalcev
- seznam ameriških podvodnih hokejistov
- seznam ameriških rokoborcev
- seznam ameriških rokometašev
- seznam ameriških rolkarjev
- seznam ameriških sabljačev
- seznam ameriških sankačev
- seznam ameriških smučarjev
- seznam ameriških strelcev
- seznam ameriških tekvondoistov
- seznam ameriških tekmovalcev v bobu
- seznam ameriških telovadcev
- seznam ameriških tenisačev
- seznam ameriških vaterpolistov
- seznam ameriških veslačev